# Raffinosio pentaidrato
Il raffinosio pentaidrato (o melitosio) è uno zucchero.
A temperatura ambiente si presenta come un solido incolore inodore.